# 新北市區公車953路線
新北市區公車953路線，由基隆客運營運。起點為金山，終點為台大計資中心。

## 歷史
- 2015年1月1日正式行駛。[1][2]
- 2020年5月11日起，路線縮短為「金山－台大資訊大樓」，不再經過板橋；同年10月5日起部分班次恢復行駛至新北板橋公車站[3]
- 2022年7月25日起取消延駛新北板橋公車站班次[4]
- 2024年11月18日起增停【金山鐵店】往返程站位。[5]